# جيم إيسون
جيم إيسون (بالإنجليزية: Jim Eason)‏ هو مقدم برامج إذاعية أمريكي، ولد في 26 ديسمبر 1935.